# 4283 Stöffler
4283 Stöffler è un asteroide della fascia principale. Scoperto nel 1988, presenta un'orbita caratterizzata da un semiasse maggiore pari a 2,3535981 UA e da un'eccentricità di 0,1709300, inclinata di 24,21056° rispetto all'eclittica.